# Santuário dos Grandes Primatas
O Santuário dos Grandes Primatas é um santuário de animais privado dedicado aos grandes primatas localizado na cidade de Sorocaba, no estado brasileiro de São Paulo, fundado no ano 2000. 
Faz parte do Great Ape Project (com sigla GAP - Projeto dos Grandes Primatas, em português) e foi fundado por Pedro Ynterian, microbiólogo que presidia o GAP.

## Características e histórico
Instalado numa área verde de 55,66 ha (23 alqueires) da região do Éden, o Santuário abrigava em 2009 48 primatas, além de aves, sendo naquele ano o maior dos quatro santuários existentes no Brasil dedicados às espécies. Em 2015, durante uma reportagem televisiva o fundador do santuário afirmou que a dieta dos animais inclui feijoada e pudim. 
Está localizado próximo à fábrica da Toyota, na altura do km 90 da Rodovia Castelo Branco.

## Casos notórios
Em 2019 o chimpanzé chamado Black, do Parque Zoológico Municipal Quinzinho de Barros de Sorocaba, teve sua transferência à instituição determinada por decisão judicial. A mudança contrariou manifestantes e funcionários do Zoológico, que fizeram uma corrente humana a fim de impedir a saída do caminhão que levava o animal; a decisão final do Tribunal de Justiça fundamentou-se especialmente na necessidade de interação com outros animais da própria espécie.
O caso mais emblemático, entretanto, se deu com a transferência de Cecília, uma chimpanzé que obteve em 2016 um habeas corpus - medida incomum para um não-humano - da justiça Argentina, que já havia expedido medida igual para uma orangotango, um ano e meio antes. Cecília havia ficado sozinha após a morte do companheiro e o processo tivera início em 2014.
Embora menos conhecido, o caso da orangotango "Sandra" teve um processo similar ao da Cecília, com decisão prolatada em outubro de 2015, e serviu de base para o pedido de habeas corpus posterior. Ambas as ações tiveram os mesmos autores, com início no mesmo período, e as duas primatas foram a seguir transferidas para santuários em cumprimento das decisões.

## Incidentes
Em 2017 um casal de chimpanzés conseguiu fugir das instalações e invadiram um sítio próximo, ocasião em que ficou-se sabendo que animais já haviam escapado anteriormente, sendo um deles em fevereiro daquele ano, quando uma mulher foi mordida por um chimpanzé. No ano anterior uma tratadora também havia sido atacada e ficado gravemente ferida.
Em 2019 um vídeo mostrando um chimpanzé fumando cigarro no local foi divulgado nas redes sociais. Divulgado pela ativista Luisa Mell, a instituição relatou que o caso se tratou de uma invasão da propriedade por dois jovens. Em nota o abrigo informou que o "os autores cometeram crime ambiental de maus-tratos aos animais, fazendo-o inalar substâncias tóxicas nocivas ao seu organismo", além de colocarem as próprias vidas em risco.